# Праздник середины осени
Праздник середины осени (Праздник Луны, Праздник лунных пряников) — один из праздников народов Восточной Азии. Отмечается в Китае, на Тайване, в Японии и Корее, во Вьетнаме. Выпадает в полнолуние 15-го дня восьмого лунного месяца китайского календаря. История этого праздника связана с легендой о богине луны Чанъэ и насчитывает более 3000 лет. Неизменными атрибутами праздника считаются фонари и лунные пряники. Схожие праздники отмечаются в странах Юго-Восточной Азии, однако они обычно имеют буддистское происхождение.

## Символизм
Праздник середины осени символизирует три основные идеи:
- Собрание людей, особенно родственников, изначально для осенней жатвы. Яркую полную луну видят символом собравшейся вместе семьи.
- Благодарение за собранный урожай.
- Пожелания разного рода, в том числе о долголетии, счастье, детях или женитьбе.

Вокруг этих идей сформированы мифы и традиции праздника, хотя в современном мире, с отходом большинства людей от сельскохозяйственного труда, Праздник середины осени стал больше ассоциироваться с воссоединением семей, чем со сбором урожая.

## История
Первые сведения о праздновании осенней жатвы в Китае появляются в период Шан (1554—1046 гг. до н. э.). Слово «середина осени» (中秋) впервые употребляется в «Ритуалах Чжоу». Формальные же традиции праздника, включая праздничные фонари, стали складываться только в период Тан (618—907 гг. н. э.), а фиксированная дата, 15-й день 8-го месяца, установилась только в Северной Сун (около 11-го века). К эпохе Мин (после 14-го века) Праздник середины осени стал одним из главных народных праздников, по своей значимости он уступает только Китайскому Новому году, знаменуя собой середину годичного цикла в представлении народов Восточной Азии.

## Легенды, связанные с праздником

### Хоу И и Чанъэ

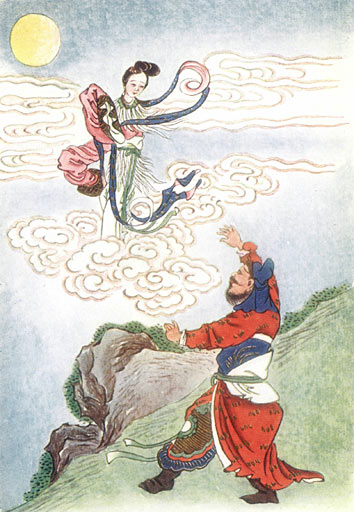
Хоу И и Чанъэ

Хоу И — легендарный лучник, живший со своей красавицей-женой Чанъэ. В то время существовало десять солнечных воронов, однажды вышедших на небосвод одновременно, что привело к возникновению огромного пожара. Мифический император Яо попросил Хоу И сбить девять звёзд. Хоу И успешно справился с заданием и получил в награду эликсир жизни. Император посоветовал не принимать эликсир сразу, а сначала подготовиться и провести год в молитвах. Хоу И принёс эликсир домой, спрятал его на стропилах и начал готовиться. Но через некоторое время император вновь призвал его. В отсутствие мужа Чанъэ обнаружила эликсир и выпила его. Она стала подниматься в воздух и улетела на луну. После смерти Хоу И вознёсся на солнце. Раз в год 15-го дня 8-го месяца Хоу И и Чанъэ встречаются, и в этот день Луна особенно красива.

### Свержение династии Юань
Существует легенда, что в XIV веке с помощью лунных пряников удалось поднять восстание против династии Юань. Люди были недовольны правлением монгольской династии, которая запрещала проводить собрания и изымала холодное оружие, поэтому согласовать план восстания было невозможно. Тогда Лю Футун (кит. трад. 劉福通, упр. 刘福通), который был членом Общества Белого лотоса, испёк большое количество лунных пряников и попросил разрешения распространить эти пряники среди китайцев в честь праздника середины осени. В каждом прянике лежала записка с призывом восстать против монголов 15-го числа 8-го месяца. Восстание способствовало свержению династии Юань и приходу к власти династии Мин.

## Традиции

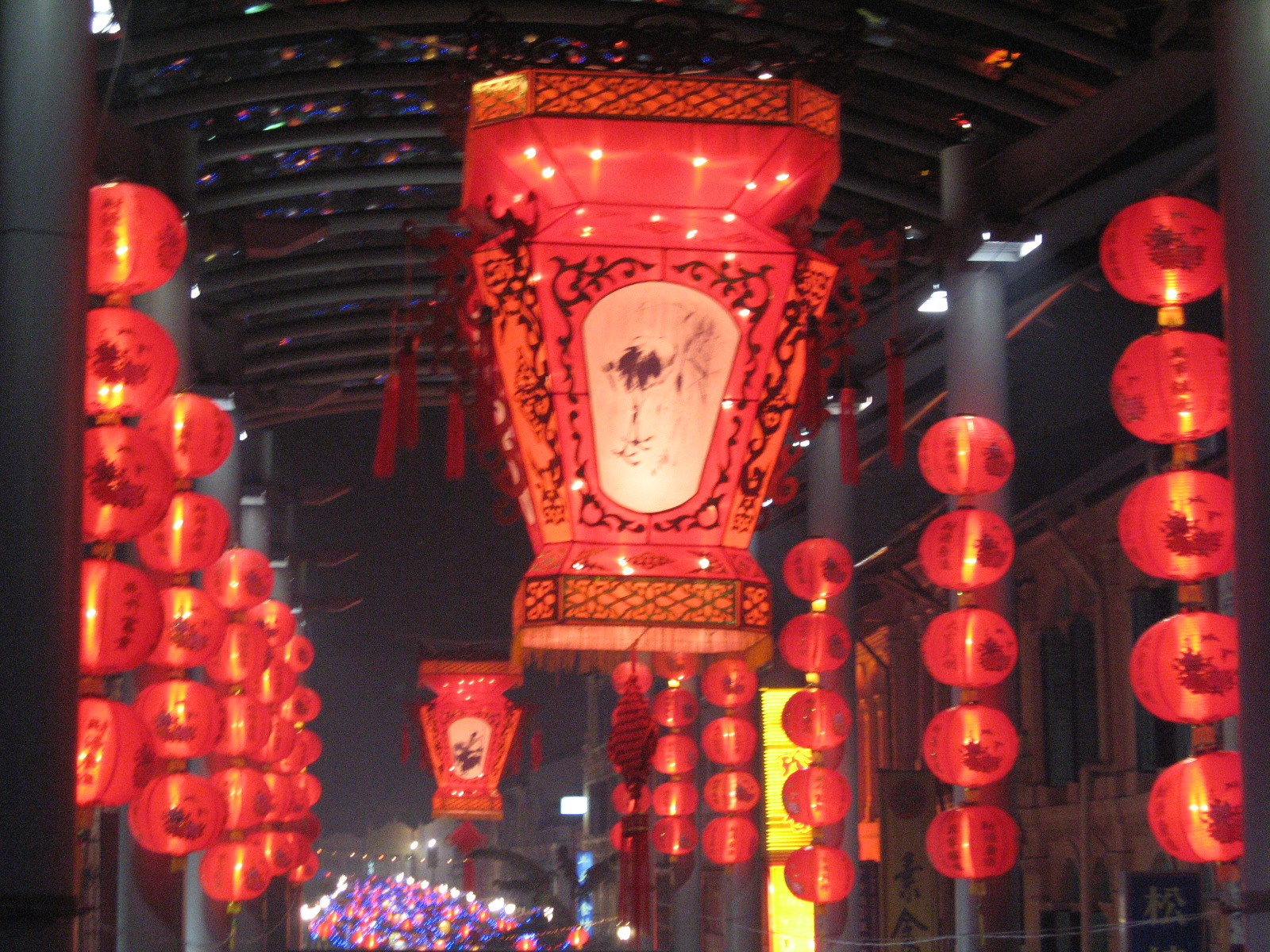
Праздничные фонари в Сингапуре

У Праздника середины осени существует множество традиций в разных регионах Азии. Часто они включают воскуривание благовоний в честь богини Чанъэ. В Южном Китае принято также устраивать уличные представления с танцами львов и драконов.
Другой атрибут праздника — лунные пряники. Обычно их пекут небольшими, диаметром в несколько сантиметров, но ранее к императорскому столу подавались и гигантские декорированные пряники диаметром до восьми метров. Также лунные пряники принято складывать в форме пагоды, обычно для этого берут 13 пряников, символизируя 13 месяцев лунного года. Символизм «круга семьи» присутствует как в разделении пряников на всех, так и в употреблении в пищу помело (в южных регионах), с последующими играми с круглой кожурой, легко снимающейся с этого фрукта. Также в качестве еды или подношений богам используют яблоки, виноград, арбузы, апельсины и другие фрукты.

### Гуандун и Гуанси

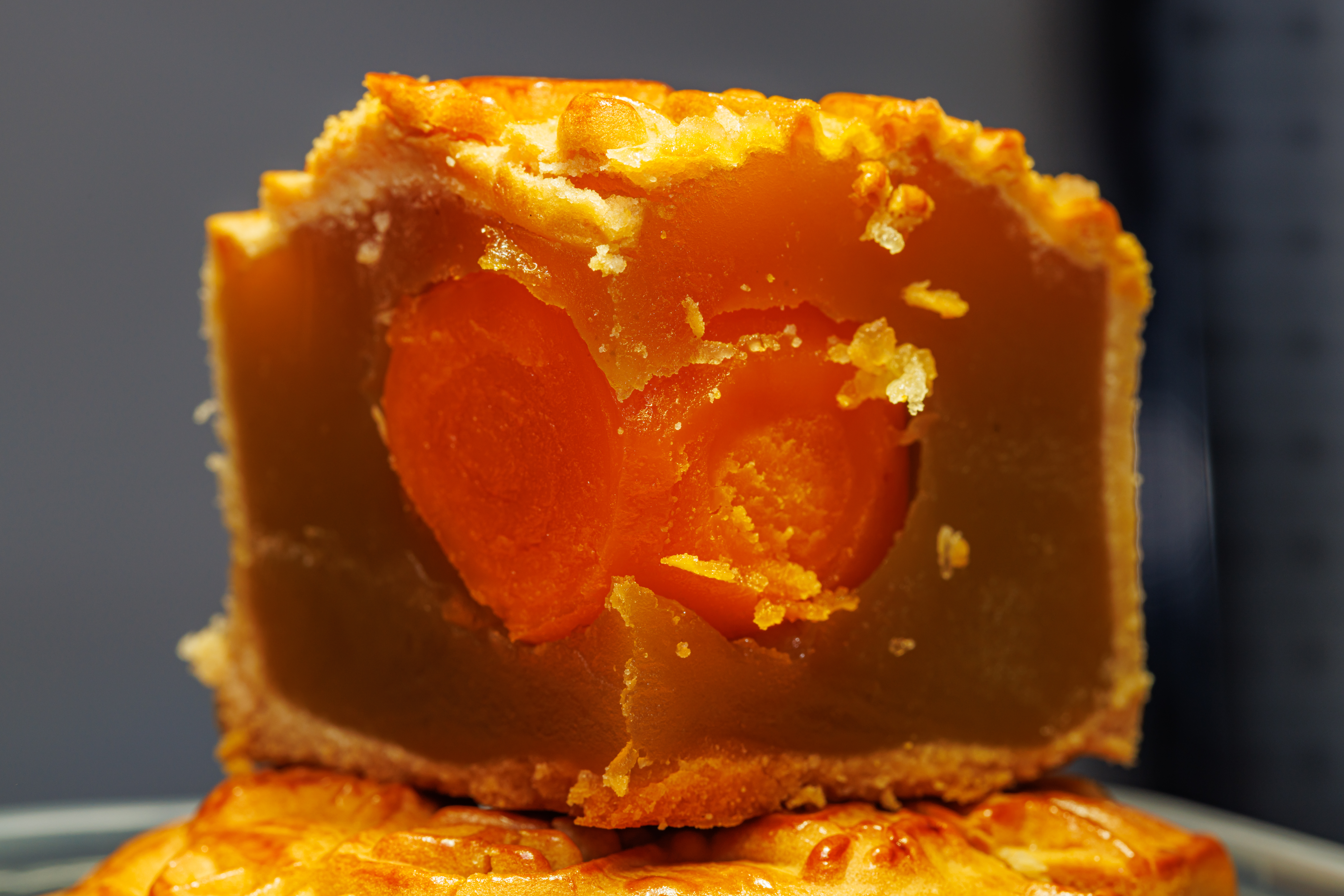
Кантонский лунный пряник ютпэн в разрезе

Одно из традиционных названий праздника у кантонцев — ютпэн-чит (月餅節 jyut6beng2zit3 «Праздник лунных пряников»), хотя ныне чаще используются чунчхау-чит (中秋節 zung1cau1zit3 «Праздник середины осени») или простое «пятнадцатый день восьмого месяца» (八月十五 baat3jyut6 sap6ng5). Обмениваться подарками начинают задолго до самого праздника. Популярной забавой в этот день являются фонари с загадками танмай (燈謎 dang1mai4).
Кантонские ютпэны — «лунные пряники» — одно из известнейших блюд местной кухни. Среди их ингредиентов встречаются свинина, утка, яичные желтки, орехи и т. д. В последнее время популярность обрели подарочные сладкие ютпэны из шоколада, мороженого или желе.
Постепенно на традиции фонарей на Праздник середины осени влиял Фестиваль голодных духов, который проводится месяцем ранее — в некоторых регионах на оба праздника фонари запускают в реку, провожая души утопленников. В старину в деревнях в районе Гонконга этот праздник отмечали как кхонсин-чит 抗仙節 — «День битвы небожителей» — где устраивали представления, на которых отыгрывали одержимых духами магов и демонстрировали боевые искусства.
В Гонконге и Макао праздник середины осени является нерабочим днём.

### Фуцзянь и Тайвань

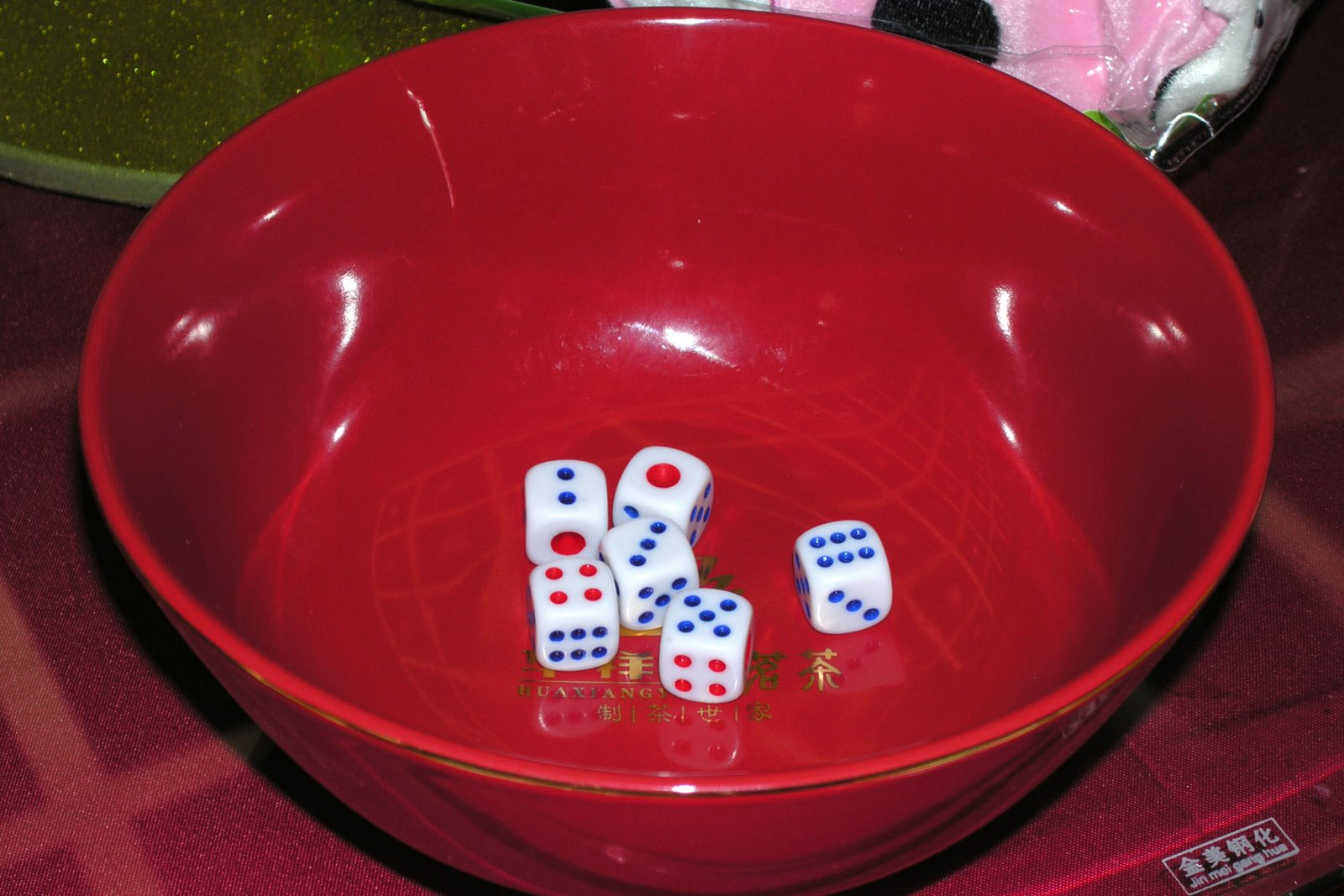
Кости и блюдо для игры в пуапьян

У хокло праздник называется тьёнгчхиу-цуэ (中秋節 tiong-chhiu-choeh «Праздник середины осени») или пуэгэ-цуэ (八月節 poeh-ge̍h-choeh «Праздник восьмого месяца»). На Тайване он является государственным праздником.
В хоклоязычных регионах, особенно в Сямыне (Амое), на этот праздник играют в игру пуапьян. Традиционно её призами служат «лунные пряники», называемые на хокло гэпьян (月餅 ge̍h-piáⁿ) или тьёнгчхиу-пьян (中秋餅 tiong-chhiu-piáⁿ), но также в качестве призов часто встречаются деньги, детские игрушки, другая еда и товары. Также популярна игра в тинцхай (燈猜 teng-chhai) — загадки на праздничных фонарях. С 1980-х на Тайване стало принято собираться в этот день на барбекю, а также запускать фейерверки.

### Северный Китай
В Северном Китае праздник называется чжунцю-цзе (中秋節 zhōngqiūjié «Праздник середины осени») или баюэ-цзе (八月節 bāyuèjié «Праздник восьмого месяца»). Как и на юге, здесь принято зажигать фонари и печь лунные пряники. В Пекине на их рецепты оказала некоторое влияние кулинарная традиция Сучжоу. В провинции Шаньси готовят праздничные пельмени, их количество обычно равняется числу лунных месяцев в соответствующем году. В Хунани принято оставлять двери дома открытыми, чтобы любой желающий мог поесть приготовленную еду — считается, что чем больше еды съели, тем больше удачи будет у хозяев дома.

### Цзяннань
В регионе Цзяннань праздник в старину называли «День единения» (團圓節 шанх. /dø²² ɦyø⁵⁵ t͡ɕiɪʔ²¹/, нанкинск. tuang2 üän2 zie5).
Сучжоуские лунные пряники нгепин (月餅 /ŋəʔ³ pin²¹/) выделяются меньшими размерами, смазываются большим количеством жира и сахара, в них используется слоёное тесто. Лунные пряники в Нинбо отличаются острым и соленоватым вкусом, часто содержат ветчину и морские водоросли.

### Вьетнам

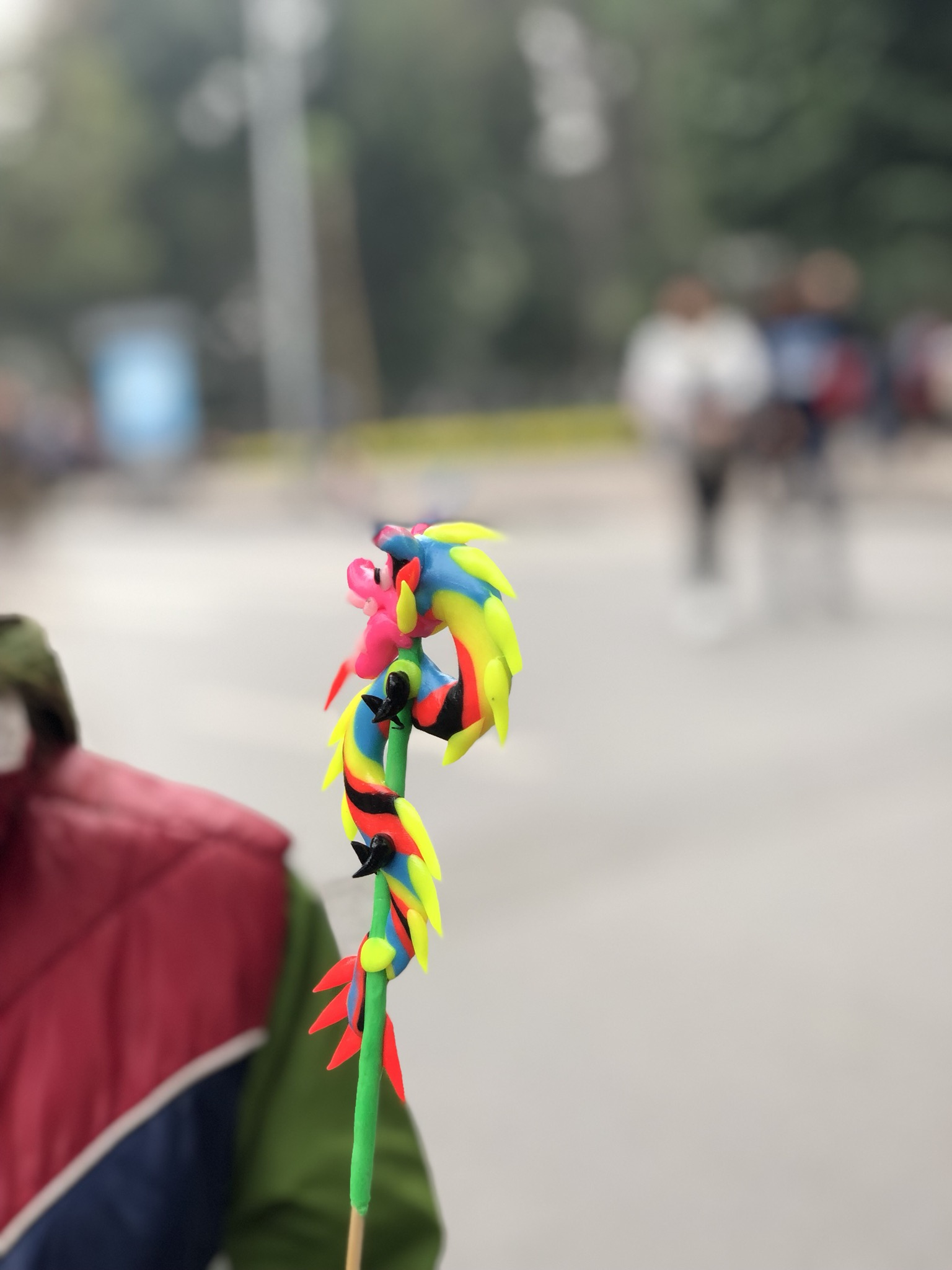
Съедобная фигурка тохе

Вьетнамское название праздника — тет чунгтху (節中秋 Tết Trung Thu). Он считается прежде всего детским праздником. Как и в Южном Китае, этот праздник отмечается процессиями с танцами львов и вывешиванием фонарей. Наряду с лунными пряниками бань чунгтху (餅中秋 bánh trung thu) в этот день готовятся съедобные фигурки тохе (tò he).